# John Rambo (film)
Pour l’article homonyme, voir John Rambo.
Série Rambo
Rambo 3
(1988) Rambo: Last Blood
(2019)
Pour plus de détails, voir Fiche technique et Distribution.
John Rambo  ou Rambo 4 au Québec (Rambo) est un film américano-allemand réalisé par Sylvester Stallone, sorti en 2008.
Il s'agit du quatrième film de la série Rambo.

## Synopsis
John Rambo vit dans l'ouest de la Thaïlande, à la frontière birmane, où il survit en chassant des serpents au venin mortel qu'il revend à un animateur de spectacles. Un groupe de missionnaires chrétiens des États-Unis souhaite l'engager pour être guidés en territoire hostile, en remontant le fleuve Salouen jusqu'en Birmanie, où ils doivent apporter vivres et médicaments au peuple karen, harcelé par les Tatmadaws, l'armée de la junte birmane. John Rambo commence par refuser, puis cède devant l'insistance de Sarah, une jeune et belle femme idéaliste.
Le groupe est capturé par les Tatmadaws. Le responsable du groupe missionnaire, venu spécialement des États-Unis, demande à Rambo d'accompagner un commando de mercenaires qu'il a engagé vers la zone où son groupe a été capturé. John Rambo les emmène et décide de prendre part à l'opération de sauvetage, en appuyant du même coup l'armée Karen de libération nationale.

## Fiche technique
Sauf indication contraire, les informations mentionnées dans cette section peuvent être confirmées par les bases de données cinématographiques IMDb et Allociné,  présentes dans la section « Liens externes ».
- Titre original : Rambo ou Rambo 4
- Titre français : John Rambo
- Titre québécois : Rambo 4
- Réalisation : Sylvester Stallone
- Scénario : Art Monterastelli et Sylvester Stallone, d'après les personnages de David Morrell
- Musique : Brian Tyler (thème de Rambo (It's A Long Road) composé par Jerry Goldsmith)
  - Orchestration : Robert Elhai et Jeff Toyne
  - Montage musical : Gary L. Krause et Joe Lisanti
- Direction artistique : Suchartanun 'Kai' Kuladee
- Décors : Franco-Giacomo Carbone
- Costumes : Lizz Wolf
- Maquillage : Scott H. Eddo
- Coiffure : Nicole Venables, Maneerath Vijob
- Photographie : Glen MacPherson
- Son : Barney Cabral, Chris David, Marshall Garlington, Perry Robertson, Scott Sanders, Leslie Shatz
- Montage : Sean Albertson
- Production : Avi Lerner, Kevin King Templeton et John Thompson
  - Production exécutive : Russell D. Markowitz et Matthew O'Toole
  - Production déléguée : Peter Block, Boaz Davidson, Danny Dimbort, Randall Emmett, Jon Feltheimer, George Furla, Florian Lechner, Trevor Short, Andreas Thiesmeyer, Bob Weinstein et Harvey Weinstein
  - Production associée : David Morrell (non crédité) et Christopher Petzel
  - Coproduction : Josef Lautenschlager et Joachim Sturmes
- Sociétés de production :
  - États-Unis : Millennium Films, présenté par Lions Gate Films et The Weinstein Company
  - États-Unis (non crédité) : Emmett/Furla/Oasis Films et Rogue Marble
  - Allemagne : Nu Image Entertainment GmbH et Equity Pictures Medienfonds GmbH & Co. KG IV
- Sociétés de distribution :
  - États-Unis : Lions Gate Films et The Weinstein Company
  - Allemagne : Warner Bros. Pictures Germany
  - France : Metropolitan Filmexport
  - Canada : Maple Pictures
  - Suisse : Ascot Elite Entertainment Group
- Budget : 50 millions de $[1]
- Pays de production :  États-Unis,  Allemagne
- Langues originales : anglais, birman et thaï
- Format : couleur (DeLuxe) - 35 mm - 2,35:1 (CinemaScope) - Son Dolby Digital / Dolby Atmos / DTS
- Genre : action, aventure, thriller
- Durée : 92 minutes ; 99 minutes (version longue) ; 80 minutes (pour la version vidéo coupée allemande classé FSK 16)
- Dates de sortie[2] :
  - États-Unis, Québec : 25 janvier 2008[3]
  - France, Belgique : 6 février 2008[4],[5]
  - Allemagne : 14 février 2008
- Classification :
  - États-Unis : interdit aux moins de 17 ans (R – Restricted)[N 1]
  - Allemagne : interdit aux moins de 18 ans (FSK 18) (Classé FSK 16 pour la version coupée en vidéo)
  - France : interdit aux moins de 12 ans avec avertissement[6],[N 2]
  - Belgique : potentiellement préjudiciable jusqu'à 16 ans (KNT/ENA : Kinderen Niet Toegelaten  / Enfants Non Admis)[5],[7],[N 3]
  - Québec : 16 ans et plus (violence) (16+ / 16 years and over)[3]

## Distribution
- Sylvester Stallone (VF : Alain Dorval et VQ : Pierre Chagnon) : John James H. Rambo
- Julie Benz (VF : Charlotte Marin et VQ : Catherine Bonneau) : Sarah Miller
- Paul Schulze (VF : Xavier Fagnon et VQ : Sylvain Hétu) : Dr Michael Burnett
- Graham McTavish (VF : Philippe Catoire et VQ : Benoît Rousseau) : Lewis, mercenaire, ex-SAS
- Matthew Marsden (VF : Damien Ferrette et VQ : Thiéry Dubé) : l'écolier
- Reynaldo Gallegos (VF : Gilles Morvan et VQ : François Godin) : Diaz
- Jake La Botz (en) (VF : Thierry Ragueneau) : Reese
- Tim Kang (VF : Jean-François Cros) : En-Joo
- Maung Maung Khin : le major Tint
- Cameron Pearson : le missionnaire médical
- Thomas Peterson : le dentiste missionnaire
- James With : le prêtre missionnaire
- Supakorn Kitsuwon : Myint
- Aung Aay Noi : le lieutenant Aye
- Aung Theng : le chef des pirates
- Ken Howard (VF : Richard Leblond) : le révérend Arthur Marsh
- Richard Crenna (VF : Gabriel Cattand[8]) : le colonel Samuel Trautman (flashbacks)
- Matthew Wolf : un reporter de la BBC (non crédité)
- Patrick Poivre d'Arvor[9] : un journaliste qui commente en voix off des images de la guerre en Birmanie (non crédité)

## Production

### Genèse du projet
Le 4e volet des aventures de John Rambo a longtemps été en projet, sans pour autant être concrétisé. Ce nouvel épisode a vu le jour sous l'impulsion des sociétés de production Nu Image et Millennium Films, et de Sylvester Stallone lui-même. L'acteur a accepté de reprendre son rôle, d'écrire le film et de le réaliser. Cependant des réalisateurs comme Renny Harlin, Gregory Hoblit, Ridley Scott et même Luc Besson ont été approchés par la production,.
L'idée de Stallone était aussi de conclure la saga Rambo après avoir terminé celle de Rocky avec Rocky Balboa :

« Comme avec Rocky, je voulais revisiter Rambo et en terminer avec ce personnage. Le dernier film était plein de bonnes intentions mais son message n'a pas été entendu. Nous étions en 1988 et nous voulions montrer ce qui se passait en Afghanistan ; la guerre froide venait de se terminer et les Russes retiraient leurs troupes. À cette époque, les gens et les médias ne se préoccupaient pas de ce pays, des moudjahidins et des talibans. Maintenant que nous savons ce qui s'est passé après le départ des Russes et qu'on voit ce qui se passe aujourd'hui, les gens s'y intéressent davantage. Mais à l'époque, le film n'a pas réussi à attirer l'attention sur la situation de ce pays. Je voulais donc terminer la série sur une meilleure note et revenir à une version du personnage plus proche du premier film. »

— Sylvester Stallone
Le projet était au départ construit autour d'un scénario écrit en 1997 et qui voyait Rambo repartir en guerre après le kidnapping de sa fille de 10 ans par un groupe d’extrême droite. Cette histoire s’inspirait de Timothy McVeigh, membre d'une milice nationaliste et auteur de l'attentat d'Oklahoma City en 1995. Mais à la suite des attentats du 11 septembre 2001, les producteurs abandonnent l'idée d'un tel scénario. Alors que de nombreux autres scénarios proposaient des intrigues en Irak, Afghanistan, au Soudan, en Colombie, et même au Darfour. Mais Stallone cherchait une idée plus originale :

« J'ai fait des recherches, j'ai parlé avec beaucoup de gens, j'ai appelé le magazine Soldier of Fortune (une revue destinée aux mercenaires et aux soldats professionnels) et les Nations unies. À chaque fois que je demandais quel était le conflit le plus meurtrier et le moins couvert par les médias, on me répondait « la Birmanie ». Cette histoire est basée sur des faits réels et sur une guerre qui dure depuis soixante ans. Les exactions montrées dans le film sont celles que subissent les gens dans ce pays. En fait, la plupart des atrocités qui leur sont infligées sont tellement horribles que nous ne pouvions pas les montrer. C'est la guerre dans toute son horreur. »

— Sylvester Stallone
Après avoir été intitulé un temps Dans l'Œil du Serpent, La Perle du Cobra et Hell and Back, ce quatrième opus se nomme finalement John Rambo : le titre original anglais, Rambo, ne pouvait être utilisé dans la version française, le premier opus ayant déjà été nommé ainsi.

### Attribution des rôles
Sylvester Stallone a voulu engager des acteurs non professionnels et des amateurs pour le film :

« Il voulait que je recrute de vrais Karens et de vrais Birmans. Ce qu'il cherchait, ce n'étaient pas des acteurs professionnels, mais des gens qui connaissent vraiment la guerre civile birmane. C'était très surprenant, surtout pour un film d'action. C'est plus difficile pour Sylvester Stallone de diriger une personne qui n'est pas un acteur professionnel et qui ne parle pas sa langue, mais il voulait avant tout des gens authentiques. Nous avons donc trouvé des réfugiés karens, des amputés, des victimes de mines et d'anciens soldats birmans. »

— Pasiri Pana, directrice du casting thaïlandais
Le méchant du film, le cruel birman Tint, est en réalité incarné par Muang Muang Khin, chef de la résistance des Karens,. Julie Benz a quant à elle été choisie car Sylvester Stallone est fan de la série télévisée Dexter dans laquelle elle a joué.
Il a été un temps question que James Brolin reprenne le rôle du colonel Samuel Trautman, incarné par Richard Crenna dans les trois premiers films (ce dernier étant décédé en 2003). Finalement, Sylvester Stallone a préféré supprimer le personnage, qui n'apparait qu'en flashbacks

### Tournage
Le tournage a débuté en février 2007 et eut lieu en Thaïlande, dont les autorités ont émis le souhait que le film affiche une « violence raisonnable ». Malgré cela, le film fait montre d'une violence bien plus soutenue que dans les trois précédents films (« rated R » aux États-Unis). Par ailleurs, la production craignait des représailles de l'armée birmane.

## Bande originale
Albums de Brian Tyler
Aliens vs. Predator: Requiem
(2007) The Lazarus Project
(2008)
Bandes originales de Rambo
Rambo 3
(1988) Rambo: Last Blood
(2019)
La musique du film est composée par Brian Tyler. Ce dernier succède à Jerry Goldsmith, décédé en 2004, qui avait mis en musique les trois précédents volets de la saga.
| Liste des titres | Liste des titres           | Liste des titres | Liste des titres | Liste des titres | Liste des titres | Liste des titres | Liste des titres | Liste des titres | Liste des titres |
| No               | Titre                      | Durée            |                  |                  |                  |                  |                  |                  |                  |
| ---------------- | -------------------------- | ---------------- | ---------------- | ---------------- | ---------------- | ---------------- | ---------------- | ---------------- | ---------------- |
| 1.               | Rambo Theme                | 3:34             |                  |                  |                  |                  |                  |                  |                  |
| 2.               | No Rules of Engagement     | 7:09             |                  |                  |                  |                  |                  |                  |                  |
| 3.               | Conscription               | 2:55             |                  |                  |                  |                  |                  |                  |                  |
| 4.               | The Rescue                 | 4:04             |                  |                  |                  |                  |                  |                  |                  |
| 5.               | Aftermath                  | 2:33             |                  |                  |                  |                  |                  |                  |                  |
| 6.               | Searching for Missionaries | 7:07             |                  |                  |                  |                  |                  |                  |                  |
| 7.               | Haunting Mercenaries       | 2:43             |                  |                  |                  |                  |                  |                  |                  |
| 8.               | Crossing into Burma        | 6:59             |                  |                  |                  |                  |                  |                  |                  |
| 9.               | The Village                | 1:43             |                  |                  |                  |                  |                  |                  |                  |
| 10.              | Rambo Returns              | 2:44             |                  |                  |                  |                  |                  |                  |                  |
| 11.              | When You Are Pushed        | 2:26             |                  |                  |                  |                  |                  |                  |                  |
| 12.              | The Call to War            | 2:51             |                  |                  |                  |                  |                  |                  |                  |
| 13.              | Atrocities                 | 1:40             |                  |                  |                  |                  |                  |                  |                  |
| 14.              | Prison Camp                | 4:42             |                  |                  |                  |                  |                  |                  |                  |
| 15.              | Attack on the Village      | 3:01             |                  |                  |                  |                  |                  |                  |                  |
| 16.              | Rambo Takes Charge         | 2:22             |                  |                  |                  |                  |                  |                  |                  |
| 17.              | The Compound               | 7:48             |                  |                  |                  |                  |                  |                  |                  |
| 18.              | Battle Adagio              | 3:10             |                  |                  |                  |                  |                  |                  |                  |
| 19.              | Rambo Main Title           | 3:30             |                  |                  |                  |                  |                  |                  |                  |
| 20.              | Rambo End Title            | 2:58             |                  |                  |                  |                  |                  |                  |                  |
| 75:59            |                            |                  |                  |                  |                  |                  |                  |                  |                  |

## Accueil

### Accueil critique
Le film a majoritairement reçu des critiques mitigées, voire très moyennes de la part de la presse américaine et anglophone. Le site Rotten Tomatoes lui attribue une moyenne de 38 % pour 154 critiques collectées et une moyenne de 5,00⁄10. Dans son consensus, le site note que « Sylvester Stallone sait comment mettre en scène des séquences d'action, mais le rythme inégal du film et sa violence excessive (même pour la franchise) est plus nauséabonde que divertissant ». Le site Metacritic lui attribue un score de 46⁄100, pour 26 critiques collectées.
En France, l'accueil est également mitigé de la part de la presse, obtenant une moyenne de 2.8⁄5 sur le site AlloCiné, qui a recensé 21 critiques.
Néanmoins, le public est globalement favorable au quatrième opus de la saga, puisqu'il obtient 69% d'opinions favorables des spectateurs sur le site Rotten Tomatoes, pour plus de 409 000 notes et une moyenne de 3.68⁄5 et une note de 7,9⁄10 sur le site Metacritic pour 471 critiques. Sur le site IMDb, John Rambo reçoit une note de 7⁄10 sur la base de plus de 206 000 votes

### Sortie
Le film a été interdit en Birmanie au moment de sa sortie. Cependant, de nombreux bootlegs ont été vendus.
Les Freedom Fighters, opposants au régime birman, ont utilisé notamment la phrase « Live for nothing, or die for something » comme slogan. Sylvester Stallone s'est dit très touché de cela : « That, to me, is one of the proudest moments I've ever had in film ».

### Box-office
| Pays ou région    | Box-office      | Date d'arrêt du box-office | Nombre de semaines |
| ----------------- | --------------- | -------------------------- | ------------------ |
| États-Unis Canada | 42 754 105 $    | 9 mars 2008                | 9                  |
| France            | 850 346 entrées | 9 avril 2008               | 9                  |
| Total mondial     | 113 244 290 $   | —                          | —                  |

## Distinctions
Sauf indication contraire, les informations mentionnées dans cette section peuvent être confirmées par les bases de données cinématographiques IMDb et Allociné,  présentes dans la section « Liens externes ».

### Récompense
- Golden Trailer Awards 2008 : Golden Trailer de l'affiche la plus originale

### Nomination
- Golden Schmoes Awards 2008 : meilleure scène d'action de l'année (pour la séquence de la bataille finale)

## Éditions en vidéo
En France, le film John Rambo est sorti en édition DVD simple, en édition DVD collector et en Blu-ray le 23 septembre 2008,,,.
Le film est ressorti en version DVD et Blu-ray director's cut le 10 août 2010,.
Il est également sorti en VOD le 1er octobre 2021.

## Autour du film
- Dans la version française, la séquence d'introduction est commentée par Patrick Poivre d'Arvor.
- Lors de la scène où Rambo rêve de son passé (reprenant les images des trois premiers films), on peut voir la scène finale initialement prévue dans Rambo (First Blood), puis retirée, où Rambo se suicide.
- Sylvester Stallone et Graham McTavish rejoueront en 2015 dans Creed : L'Héritage de Rocky Balboa.